# Comandamentul II Teritorial (1916-1918)
Comandamentul II Teritorial a fost o structură militară de tip teritorial cu misiuni de asigurare a mobilizării și de generare a forțelor de rezervă pentru unitățile din compunerea Corpului II Armată. Comandamentul avea în subordine cercurile de recrutare: Pitești, Găești, Târgoviște, Muscel, Giurgiu, Turnu Măgurele, București și Ilfov. La mobilizare și pe toată perioada războiului, comandamentul trebuia să asigure completarea efectivelor unităților active din  Diviziei 3 Infanterie, Diviziei 4 Infanterie  și Diviziei 12 Infanterie. Totodată, comandamentul înființa la război următoarele unități de rezervă:  Regimentul 44 Infanterie,  Regimentul 68 Infanterie,  Regimentul 62 Infanterie,  Regimentul 70 Infanterie,  Regimentul 45 Infanterie,  Regimentul 60 Infanterie,  Regimentul 46 Infanterie,  Regimentul 61 Infanterie și  Regimentul 22 Artilerie.:p. 69
La decretarea mobilizării din 14/27 august 1916, în funcția de comandant al Comandamentului II Teritorial a fost numit generalul de divizie (rz.) Alexandru Angelescu. În subordinea sa au intrat nou înființatele Comandamente Teritoriale ale Diviziilor 3 și 4 Infanterie, comandate de generalul de brigadă (rz.) Emil Lăzărescu și generalul de divizie (rz.) Nicolae Constantinescu.:p. 49

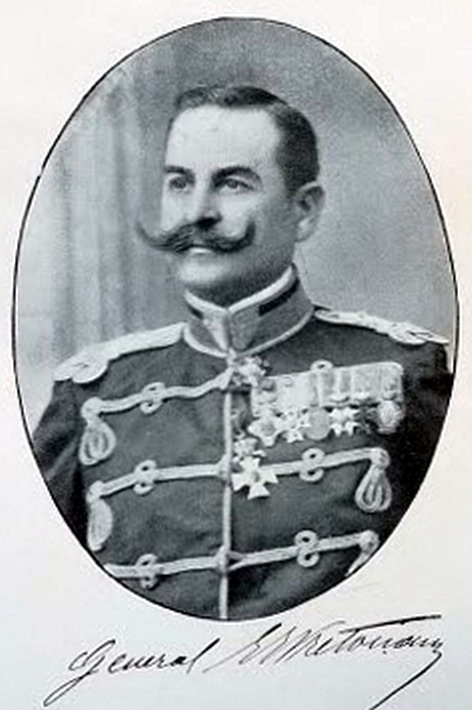
Generalul Eracle Pretorian, comandantul Comandamentului Teritorial al Diviziei 3 Infanterie în campania din 1917

În anul 1917 la comanda comandamentului s-a aflat generalul de divizie Mihail Aslan, iar Comandamentele Teritoriale ale Diviziilor 3 și 4 Infanterie au fost comandate de generalul de brigadă (rz.) Eracle Pretorian și generalul de brigadă Traian Găiseanu.:p. 64